# Вест-Віро-Корридор (Флорида)
Вест-Віро-Корридор (англ. West Vero Corridor) — переписна місцевість (CDP) в США, в окрузі Індіан-Рівер штату Флорида. Населення — 10 039 осіб (2020).

## Географія
Вест-Віро-Корридор розташований за координатами 27°38′10″ пн. ш. 80°29′26″ зх. д. / 27.63611° пн. ш. 80.49056° зх. д. (27.636234, -80.490492).  За даними Бюро перепису населення США в 2010 році переписна місцевість мала площу 12,80 км², з яких 12,58 км² — суходіл та 0,22 км² — водойми.

## Демографія
Згідно з переписом 2010 року, у переписній місцевості мешкало 7138 осіб у 4185 домогосподарствах у складі 2004 родин. Густота населення становила 558 осіб/км².  Було 5717 помешкань (447/км²).
Расовий склад населення:
| - 96,3 % — білих - 0,8 % — чорних або афроамериканців - 0,6 % — азіатів - 0,1 % — корінних американців - 1,3 % — осіб інших рас |

До двох чи більше рас належало 0,8 %. Частка іспаномовних становила 5,2 % від усіх жителів.
За віковим діапазоном населення розподілялося таким чином: 6,9 % — особи молодші 18 років, 34,9 % — особи у віці 18—64 років, 58,2 % — особи у віці 65 років та старші. Медіана віку мешканця становила 69,7 року. На 100 осіб жіночої статі у переписній місцевості припадало 76,4 чоловіків;  на 100 жінок у віці від 18 років та старших — 75,4 чоловіків також старших 18 років.
Середній дохід на одне домашнє господарство  становив 45 879 доларів США (медіана — 33 960), а середній дохід на одну сім'ю — 56 651 долар (медіана — 48 882). Медіана доходів становила 52 024 долари для чоловіків та 32 379 доларів для жінок. За межею бідності перебувало 8,8 % осіб, у тому числі 4,8 % дітей у віці до 18 років та 5,3 % осіб у віці 65 років та старших.
Цивільне працевлаштоване населення становило 1566 осіб. Основні галузі зайнятості: роздрібна торгівля — 26,4 %, освіта, охорона здоров'я та соціальна допомога — 14,8 %, науковці, спеціалісти, менеджери — 10,5 %, мистецтво, розваги та відпочинок — 7,9 %.